# Фрэнки (фильм, 2005)
«Фрэнки» (англ. Frankie) — драматический фильм 2005 года режиссёра Фабьенна Берто. Премьера состоялась 12 августа 2005 года на кинофестивале в Локарно. Фильм получил главную награду фестиваля «Festival du film de La Réunion 2005».

## Сюжет
Карьера модели по имени Фрэнки подошла к концу. Её окружению трудно понять, что при этом переживает бывшая королева подиума.

## В ролях
| Актёр            | Роль              |
| ---------------- | ----------------- |
| Диана Крюгер     | Фрэнки            |
| Жанник Гравелине | Том               |
| Бриджитт Катийон | Сьюзи             |
| Кристиан Виггерт | фотограф          |
| Джей Александр   | Кейт              |
| Жан-Луи Плэйс    | психиатр          |
| Джеральд Мари    | Лоренцо Ферретти  |
| Сильвия Хукс     | Румина            |
| Александр Шваб   | букер             |
| Клод Жанжирар    | директор клиники  |
| Марина Диас      | подруга фотографа |
| Кенза Фурати     | модель            |

## Отзывы
Фильм получил преимущественно негативные отзывы кинокритиков. На сайте Rotten Tomatoes у фильма 25 % положительных рецензий из 8.